# Unverpacktladen

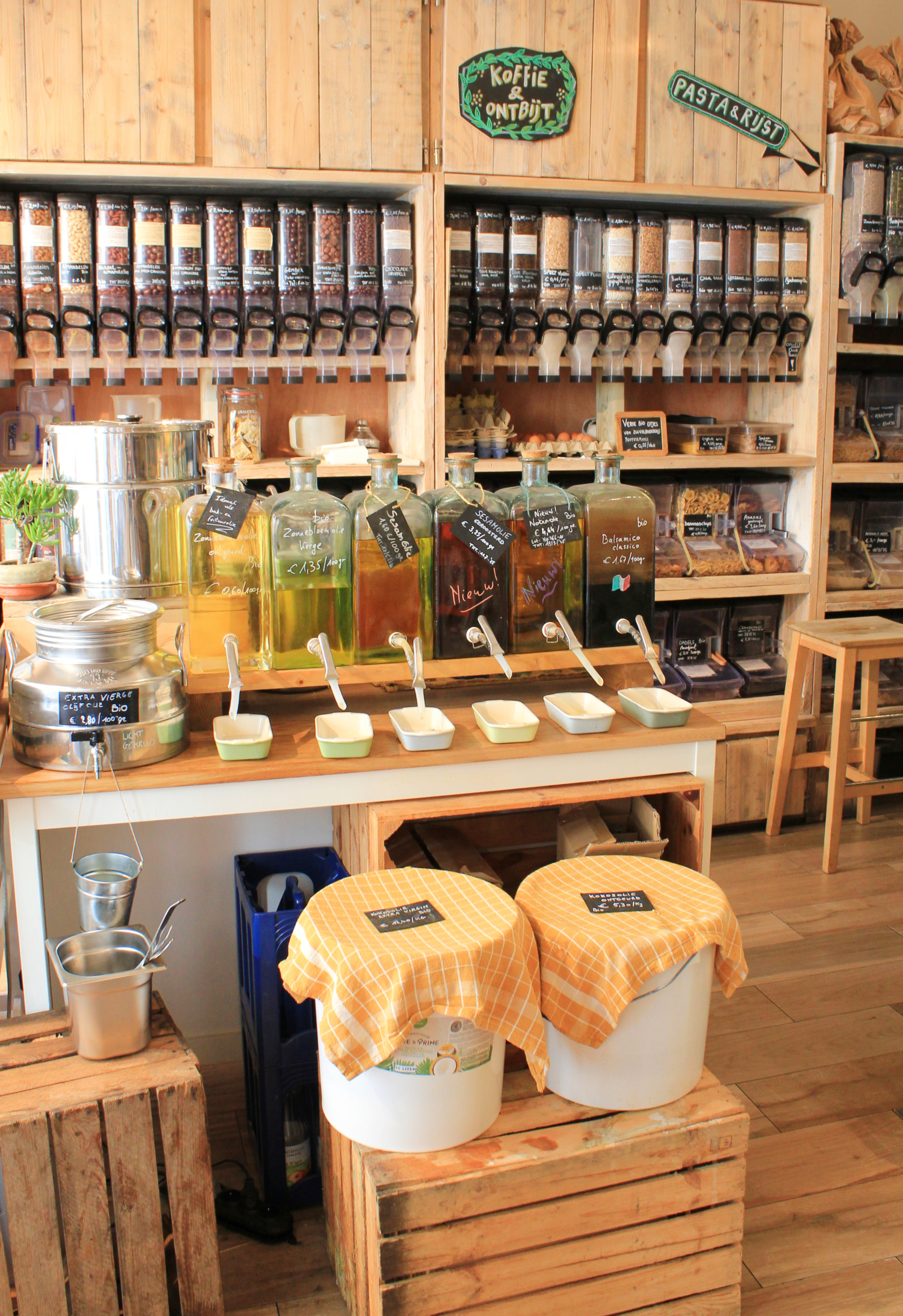
Der Verkaufsbereich in einem niederländischen Unverpacktladen

Ein Unverpacktladen ist ein Einzelhandelsgeschäft, das sich von anderen Läden dadurch unterscheidet, dass das gesamte Sortiment lose – also ohne Gebinde und somit frei von Verpackungen – angeboten wird. Ziel ist es, dadurch Lebensmittelabfall und Verpackungsmüll zu vermeiden. Besonders in westlichen Wirtschaftsländern gibt es eine Nachfrage zum verpackungsfreien Einkaufen, es eröffnen seit ca. 2010 verpackungsfreie Läden.

## Idee
Der Fokus von verpackungsfreien Läden liegt auf dem Angebot von unverpackten Lebensmitteln und Produkten.  Diese lassen sich in eigene, mitgebrachte Behälter in beliebiger Menge abfüllen. Meistens werden zusätzlich biologisch abbaubare Verpackungen oder Mehrwegbehälter zum Kauf oder Pfandbehälter im Geschäft angeboten. Ziel ist es so, zum einen der Überproduktion von Lebensmitteln entgegenzuwirken und zum anderen konsequent Verpackungs- und Plastikmüll zu vermeiden.

### Warenaufbewahrung
Für die Aufbewahrung der Lebensmittel im Laden werden unterschiedliche Systeme genutzt. Mehle werden meist in verschließbaren Boxen oder Säcken angeboten, Gemüse und Obst in Holzkisten, frische Erzeugnisse in Kühltheken. Die Besonderheit liegt in den sogenannten Gravity-Bins, vertikal angebrachte Behälter, die das Entnehmen der Ware in gewünschter Menge und unter Wahrung der Hygienevorschriften erlauben: Durch eine verschließbare Öffnung lässt sich das Produkt einfüllen und durch ein Portionier-Rad in gewünschter Menge in ein Gefäß abfüllen. Die im Handel erhältlichen Dispenser-Lösungen sind meist aus Kunststoff gefertigt. Einige verpackungsfreie Läden haben eigene Systeme aus Edelstahl, Holz und Glas entwickelt, um auf Kunststoff verzichten zu können.

### Funktion
Der Ablauf des Einkaufs erfolgt meist wie folgt:
1. Wiegen des leeren Gefäßes und Notieren des Leergewichts (entweder durch einen Aufkleber oder mit Folienstift auf den Behälter)
2. Abfüllen des Produktes in gewünschter Menge
3. Erneutes Wiegen des Behälters (eigenständig oder an der Kasse)
4. Das Leergewicht wird vom Gesamtgewicht abgezogen und die Ware bezahlt

### Konzept
Das Konzept des verpackungsfreien Einkaufs zielt auf eine nachhaltige Entwicklung ab. Aus diesem Grund wird bei der Wahl des Sortiments meistens auch auf folgende Standards gesetzt: Biologische, regionale und saisonale Produkte. So können lokale Strukturen gestützt und lange Transportwege vermieden werden. Häufig schließt sich auch eine eigene Verwertungsküche, in der übrig gebliebene Lebensmittel verarbeitet werden, an den Laden an.

## Zero-Waste-Bewegung
Die Ziele, die verpackungsfreie Läden verfolgen, lassen sich dem Zero Waste Movement (englisch, wörtlich ‚Null-Abfall-Bewegung‘) zuordnen. Dieser sozialen Bewegung liegt die Neugestaltung von Produktionsweisen und dem Lebenszyklus von Ressourcen zugrunde (Nachhaltigkeit). Andere wichtige Prinzipien sind Cradle to Cradle (englisch, wörtlich ‚von Wiege zu Wiege‘, eine Kreislaufwirtschafts-Philosophie) sowie der Precycle-Ansatz (englisch, wörtlich ‚Vorzyklus‘ = Abfallvermeidung). Verpackungsfreie Läden versuchen einen müllfreien Einkauf zu ermöglichen oder bieten Verpackungslösungen, die nachhaltig und wiederverwendbar sind.

## Situation in Deutschland
Als erster verpackungsfreier Laden Deutschlands wurde im Jahr 2014 Unverpackt – lose, nachhaltig, gut in Kiel eröffnet. Im selben Jahr folgten die Läden Plastikfreie Zone in München, Original Unverpackt in Berlin und Freikost Deinet in Bonn. 2015 folgten Läden in Dresden, Hamburg (zwei), Hannover, Heidelberg, Mainz, Münster (zwei) und Schwäbisch Gmünd. Im Jahr 2016 nahm die Anzahl der Neueröffnungen weiter zu und setzte sich im Folgejahr fort. Im Oktober 2017 gab es – vor allem in größeren Städten – rund 50 dieser Läden in Deutschland, im Mai 2018 rund 60 verpackungsfreie Läden. Der erste Unverpackt-Laden in Frankfurt am Main eröffnete im Februar 2019 im Stadtteil Bockenheim. Bis Mai 2019 ist die Anzahl der verpackungsfreien Läden in Deutschland auf über Einhundert angestiegen. Nach einem weiteren Anstieg auf fast 500 Unverpacktläden in Deutschland sorgen Kaufkraftverluste im Zuge der stark gestiegenen Inflation seit 2022 für eine zunehmende Anzahl an Ladenschließungen.
Seit 2018 gibt es bei Bio Company mehrere Filialen mit einer Unverpacktstation. Im Juli 2019 begann Tegut damit, in einer Filiale in Fulda 144 Lebensmittel verpackungsfrei anzubieten. Am 1. August folgte Edeka mit einer Abteilung für verpackungsfreie Artikel in einer Filiale in Ruhpolding.
Deutsche Unverpacktläden sind im unverpackt e.V. – Verband der Unverpackt-Läden zusammengeschlossen.

## Situation in der Schweiz
In der Schweiz entstanden ab 2017 die ersten Unverpackt-Läden. Ende 2020 gab es schweizweit 57 Unverpackt-Läden. Die Migros betrieb von ca. 2020 bis 2025 auch Abfüllstationen in einigen ihrer Filialen.

## Hygienebestimmungen
„Für Läden ohne Verpackung gelten die gleichen Hygienevorschriften, wie für den normalen Lebensmittelhandel. Die abgeschlossenen Spender garantieren dabei die saubere Lagerung der Produkte. Bislang gibt es von offizieller Seite keine Beanstandung gegen diese Art der Aufbewahrung.“ Die meisten Produkte werden im Laden zur Selbstbedienung angeboten. Um die Hygienebestimmungen zu erfüllen, bieten einige Läden frische tierische Produkte an bedienten Frischetheken an.